# Focas (cráter marciano)
Focas es un cráter de impacto del planeta Marte que pertenece al cuadrángulo Ismenius Lacus. Está situado al noroeste del cráter Cerulli, al noreste de Maggini y al sureste de Semeykin, en las coordenadas 33.9° norte y 347.3º oeste.
|  |

El impacto causó una huella de 76.5 kilómetros de diámetro. El nombre fue aprobado en 1973 por la Unión Astronómica Internacional, en honor al astrónomo greco francés Jean Focas (1909-1969).
| [[File:Wikifocas.jpg\|1200px\|alt={{{Alt\|{{{descripción}}}]]                                                                                              |
| Cráter Focas, fotografía de la cámara CTX a bordo del Mars Reconnaissance Orbiter. Borde oeste del cráter (El norte, hacia la izquierda de la fotografía). |
| |
| Pequeños canales en el cráter Focas (Detalle de la imagen anterior)                                                                                        |